# Glenn Simpson
Glenn R. Simpson, (geboren 1964/1965) is een Amerikaans voormalig journalist.
Simpson werkte tot 2009 voor de Wall Street Journal. Daarna was hij medeoprichter van het in Washington D.C. gevestigde zakelijke inlichtingenbureau Fusion GPS. Ook was hij senior partner van het International Assessment and Strategy Center, een in Alexandria (Virginia) gevestigde denktank voor internationale veiligheid van de V.S. en diens bondgenoten.
Simpson is coauteur van het boek Dirty Little Secreten: The Persistence of Corruption in American Politics, geschreven samen met Larry Sabato en gepubliceerd in 1996. In een recensie van The New York Times werd de benadering van het boek "fel onpartijdig" genoemd.

## Afkomst
Simpson studeerde af aan de Conestoga High School in Tredyffrin (Pennsylvania). Daarna studeerde hij aan de George Washington University in Washington, waar hij tijdens een verkeersongeluk zijn nek brak.

## Carrière
Voordat Simpson werkte voor The Wall Street Journal, was hij reporter voor Rol Call, waar hij publiceerde over GOPAC, een Republikeins actie- en vormingscomité dat werd geleid door de voormalig voorzitter van het Huis van Afgevaardigden, Newt Gingrich.
Simpson verliet de journalistiek om meer geld te verdienen. Hij gaf een humoristische uitleg voor deze motivatie: “We don't use the word "sold out". We use the word "cashed in".
Van september 2015 tot mei 2016 werd over Simpson door het conservatieve nieuwsblad de Washington Free Beacon beweerd dat hij informatie verzamelde over veel Republikeinse kandidaten voor het presidentschap, inclusief Donald Trump. Nadat Free Beacon ermee stopte om het onderzoek te financieren, namen het Democratic National Committee en Perkins Coie, het private juridisch bedrijf dat Hillary Clintons campagneteam de financiering van het onderzoek over. In juni 2016 trok Fusion GPS de voormalige MI6-agent Christopher Steele aan om informatie over Trump te verzamelen. Steele maakte gebruik van zijn "oude contacten en telefonisch ingewonnen inlichtingen bij Russische informanten".
Na november 2016 eindigde de financiering van het onderzoek door de Democratische Partij. Hierop besloot Simpson het doorwerken aan het dossier te financieren uit eigen middelen.
Op 22 augustus 2017 werd Simpson gedurende 10 uur achter gesloten deuren ondervraagd door de Senaatscommissie voor Juridische Zaken. De commissie gaf geen transcriptie vrij van het verhoor. Naar verluidt onthulde Simpson tijdens het verhoor geen namen of gegevens over zijn klanten. Het transcript werd op 9 januari 2018 eenzijdig vrijgegeven door senator Dianne Feinstein.